# Blå urin
Blå urin är inget symtom på sjukdom, utan ett relativt sällsynt och i sig ofarligt fenomen, som kan uppstå när bakterier förekommer i yttre genitalia och metaboliserar tryptofan till indigoblått och ibland även med indigorött inslag.

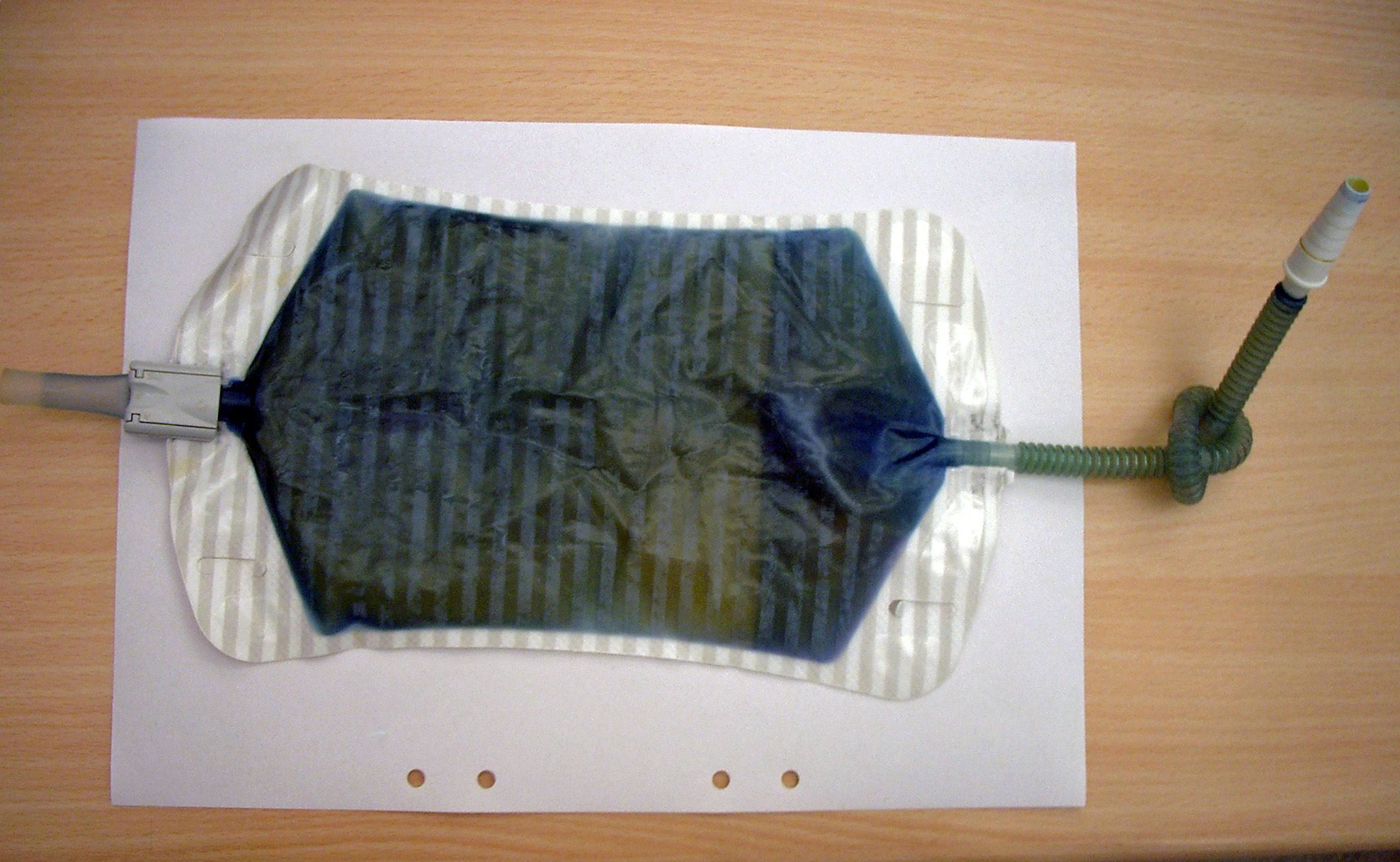

## Namn
Något egentligt svenskt namn finns inte på fenomenet utan det kallas beskrivande som ”blåfärgad urin” eller möjligen ”indigofärgad urin”. I främst USA går fenomenet ofta under det oegentliga begreppet ”purple urine bag syndrome”, ”P.U.B.S”, oegentligt då det inte är fråga om ett syndrom eller sjukdom, utan en bakteriell kontamination av urin som förvarats en tid i rumsvärme eller varmare.
Blåfärgning kan också ske i barnblöjor, i USA då under namnet ”blue diaper syndrome” och även då är syndrombeteckningen missvisande.

## Färg
Urinen är normalfärgad när personen urinerar, om det inte finns någon annan bakomliggande sjukdom eller skada, exempelvis en blödning som orsakar en annan färg. Indigofärgen uppstår vid förvaring av urin i uppsamlingskärl som urinbag, nattkärl eller i blöja, som inte bytts på några timmar eller mer vid rumstemperatur eller varmare. Om en påse förvaras över natt i en varm patientsäng, vilket gynnar bakterietillväxt kan färgen bli kraftig, närmast blåsvart som på bilden.

## Orsak
Det är framför allt gramnegativa bakterier inom familjen Enterobacteriaceae som E. coli, Providentia stuartii eller Proteus-arter, som orsakar blåfärgningen. Vid enstaka tillfällen är det någon Pseudomonas aeruginosa-stam som är orsaken, men även grampositiva bakterier som enterokocker kan i mycket sällsynta fall orsaka missfärgningen.

## Differentialdiagnos
Det finns inte någon annan känd naturlig orsak till blåfärgning av urin, utom möjligheten att patienten eller någon annan har manipulerat urinen genom att tillsätta någon färgtillsats i förvaringskärlet alternativt att personen svalt färgämnet metylenblått, som inte metaboliseras i kroppen utan utsöndras bland annat i urinen liksom för övrigt även i svett.

## Vårdhygienisk betydelse
Spridning bland patienter som får blåfärgad urin inom en vårdenhet är ett kraftigt tecken på vårdhygieniska brister och detta gäller oavsett det är inom öppen- eller slutenvårdsenhet. Det kan vara svårt att bryta bakteriespridningen och vårdhygienisk eller infektionsmedicinsk assistans erfordras ofta och detta är särskilt viktigt då andra, betydligt allvarligare mikroorganismer kan spridas och ge upphov till omfattande sjukdomsutbrott.

## Behandling
Specifik behandling på grund av urinmissfärgningen sker ej utöver kontroll av vårdhygieniska rutiner, då den enbart har kosmetisk betydelse och onödig antibiotikabehandling medför dels risker för överkänslighetsreaktioner hos enskilda patienter och dels ökar risken för resistensutveckling mot antibiotika. Däremot skall vid spridning av blåfärgad urin bland patienter inom vården kontrolleras hur patienterna tas om hand och vårdhygieniska åtgärder vidtas för att hindra spridning av både de aktuella bakterierna eller andra smittämnen.